# Nagylegelő
Nagylegelő (románul Pășunea Mare) falu Romániában, a Partiumban, Szatmár megyében.

## Fekvése
Kányaháza közelében fekvő település.

## Története
Nagylegelő, Majdlesztanya, Pășunea Mare korábban Kányaháza része volt.
1956-ban 213 lakosa volt.
2002-ben 310 lakosából 290 román, 20 cigány volt.